# Ерол Флин
Ерол Флин (енгл. Errol Flynn) је био аустралијски глумац рођен 20. јуна 1909. године у Хобарту (Аустралија), а преминуо 14. октобра 1959. године у Ванкуверу (Канада).

## Филмографија
| Улоге Ерол Флин |                                   |               |               |          |
| Година          | Српски назив                      | Изворни назив | Улога         | Напомена |
| 1935.           | Крвави капетан                    |               | Питер Блад    |          |
| 1938.           | Авантуре Робина Худа              |               | Робин Худ     |          |
| 1939.           | Приватан живот Елизабете и Есекса |               | Ерл од Есекса |          |
| 1940.           | Вирџинија Сити                    |               | Кери Бредфорд |          |
| 1943.           | Захвали својим срећним звездама   |               | самог себе    |          |